# Kvissleby
Kvissleby is een plaats in de gemeente Sundsvall in het landschap Medelpad en de provincie Västernorrlands län in Zweden. De plaats heeft 2633 inwoners (2005) en een oppervlakte van 188 hectare. De plaats ligt aan de Europese weg 4, circa 15 kilometer ten zuiden van de stad Sundsvall. De plaats ligt op de plaats, waar de rivier de Ljungan uitmondt in het Svartviksfjärden, een deel van de Botnische Golf. Behalve de plaats Kvissleby hoort ook de plaats Nolby bij het tätort Kvissleby, deze twee plaatsen zijn zo goed als aan elkaar vast gegroeid (ze worden enkel gescheiden door een weg).